# トウペ
株式会社トウペ（英: TOHPE CORPORATION）は、大阪府堺市西区に本社を置く塗料メーカーである。日本ゼオン株式会社の完全子会社。旧社名は東亜ペイント。
製品・事業に、塗料（各種合成樹脂塗料・ラッカー類・水系塗料・油性塗料・シンナー類）、接着剤、合成樹脂加工剤、合成ゴムの製造販売、塗料関連設備・機器類の販売、建物外装塗装工事請負がある。産業向け塗料が主力で、路面標示材は高シェア。販売会社のトウペ販売などを有しトウペグループを構成している。

## 主力製品・事業
- 建築塗料
- 外装塗料
- 鋼構造物
- コンクリート重防
- 工業用建築資材
- 工業用金属・機械
- 皮革用塗料
- 道路用塗料
- 化成品
- アメリカンフラワー

## 主要事業拠点
- 本社：大阪府堺市西区築港新町1-5-11
- 東京支店：東京都台東区
- 北海道営業所：北海道北広島市
- 仙台営業所：宮城県仙台市宮城野区
- 北関東営業所：茨城県古河市
- 東京営業所：東京都台東区
- 北陸営業所：富山県射水市
- 名古屋営業所：愛知県名古屋市中区
- 大阪営業所：大阪府堺市西区
- 中四国営業所：岡山県倉敷市
- 九州営業所：福岡県糟屋郡新宮町
- 茨城工場：茨城県古河市
- 三重工場：三重県伊賀市
- 倉敷工場：岡山県倉敷市
- 九州工場：福岡県糟屋郡新宮町

## 子会社
- トウペ販売株式会社：大阪府堺市西区
- 四国トウペ販売株式会社：香川県高松市
- 九州東亜商事株式会社：福岡県北九州市八幡東区
- トウペディップアート協会：大阪府堺市西区
- 東亜開発株式会社：大阪府堺市西区
- 北海道ライナー株式会社：北海道札幌市北区
- トウペケミカル株式会社：岡山県倉敷市
- トウペカラーサービス株式会社：大阪府堺市西区

## 沿革
- 1919年（大正8年） - 東亜ペイント製造株式会社を設立。
- 1939年（昭和14年） - 社名を東亜化学製煉株式会社に変更。
- 1943年（昭和18年） - 小泉ペイント株式会社を合併し、東京工場を開設。
- 1944年（昭和19年）
  - 製煉事業を古河鉱業株式会社（現・古河機械金属株式会社）に譲渡。
  - 社名を東亜化学株式会社に変更。
- 1949年（昭和24年） - 社名を東亜ペイント株式会社に変更。
- 1953年（昭和28年） - 大阪証券取引所市場第1部に上場。
- 1961年（昭和36年）
  - 伊賀塗料株式会社を設立。
  - 東京証券取引所市場第1部に上場。
- 1970年（昭和45年） - 茨城工場を開設（北利根工業団地）。
- 1979年（昭和54年）
  - アクリルゴム生産のため、共同出資の合弁会社を台湾に設立。
  - 東京工場を茨城工場に集約。
- 1986年（昭和61年） - 九州工場を開設。
- 1987年（昭和62年） - 東京トーアペイント販売株式会社を設立。
- 1989年（平成元年）
  - 倉敷工場を開設。
  - 名古屋トーアペイント販売株式会社を設立。
- 1992年（平成4年）
  - 伊賀塗料を吸収合併し、三重工場とする。
  - タイに合弁会社を設立。
- 1993年（平成5年）
  - 大阪トウペ販売株式会社を設立。
  - 社名を株式会社トウペに変更。
  - 堺事業所（現・本社）を開設。
  - 岡山工場を開設。
  - 大阪工場を閉鎖。
- 1994年（平成6年） - 堺事業所に機能を集中し、本社とする。
- 2001年（平成13年） - 岡山工場を閉鎖。
- 2004年（平成16年） - 会社分割により株式会社トウペ製造を新設（2013年度にトウペが吸収合併）。
- 2006年（平成18年） - 大阪トウペ販売株式会社が、東京トウペ販売、名古屋トウペ販売、九州トウペ販売を吸収合併し、トウペ販売株式会社と改称。
- 2009年（平成21年） - 古河機械金属が、当社普通株式に対する公開買付け（TOB）の実施、及び当社の第三者割当増資の全株式引き受けにより、当社の親会社となる。
- 2013年（平成25年）3月27日 - 親会社と同系列で合成ゴム大手の日本ゼオンが、当社普通株式に対する公開買付け（TOB）を実施し[2]、議決権所有割合で89.32%の株式を取得[3]。日本ゼオンの連結子会社となる。
- 2013年（平成25年）8月1日 - 株式交換により日本ゼオンの完全子会社となる[4]。